# Берчард (Небраска)
Берчард (англ. Burchard) — селище (англ. village) в США, в окрузі Поні штату Небраска. Населення — 76 осіб (2020).

## Географія
Берчард розташований за координатами 40°8′58″ пн. ш. 96°20′56″ зх. д. / 40.14944° пн. ш. 96.34889° зх. д. (40.149381, -96.348820).  За даними Бюро перепису населення США в 2010 році селище мало площу 0,41 км², уся площа — суходіл.

## Демографія
Згідно з переписом 2010 року, у селищі мешкали 82 особи в 34 домогосподарствах у складі 23 родин. Густота населення становила 198 осіб/км².  Було 45 помешкань (109/км²).
Расовий склад населення:
| - 100,0 % — білих |

До двох чи більше рас належало 0,0 %. Частка іспаномовних становила 0,0 % від усіх жителів.
За віковим діапазоном населення розподілялося таким чином: 26,8 % — особи молодші 18 років, 42,7 % — особи у віці 18—64 років, 30,5 % — особи у віці 65 років та старші. Медіана віку мешканця становила 48,0 року. На 100 осіб жіночої статі у селищі припадало 86,4 чоловіків;  на 100 жінок у віці від 18 років та старших — 76,5 чоловіків також старших 18 років.
За межею бідності перебувало 22,6 % осіб, у тому числі 77,8 % дітей у віці до 18 років та 0,0 % осіб у віці 65 років та старших.
Цивільне працевлаштоване населення становило 28 осіб. Основні галузі зайнятості: освіта, охорона здоров'я та соціальна допомога — 32,1 %, роздрібна торгівля — 25,0 %, сільське господарство, лісництво, риболовля — 21,4 %, фінанси, страхування та нерухомість — 17,9 %.

## Персоналії
- Гейлорд Ллойд (1888-1943) — актор і помічник режисера
- Гарольд Ллойд (1893-1971) — відомий американський комедійний кіноактор.